# Ангел Нацков
Ангел Нацков е български футболист, защитник, състезавал се за тима на ФК „Сливнишки герой“ (Сливница), понастоящем състезател на ФК Граничар (Драгоман).

## Биография
Роден е на 22 септември 1980 година в София.
Започва да се състезава в детските гарнитури на ПФК Локомотив (София). Последователно преминава през всички формации на клуба.